# Jaroslav Kocian
Jaroslav Kocian (22. února 1883, Ústí nad Orlicí – 8. března 1950, Praha) byl český houslový virtuos, hudební skladatel, pedagog a krátce také ředitel Pražské konzervatoře. Během své aktivní hudební kariéry s úspěchem koncertoval téměř po celém světě.

## Život

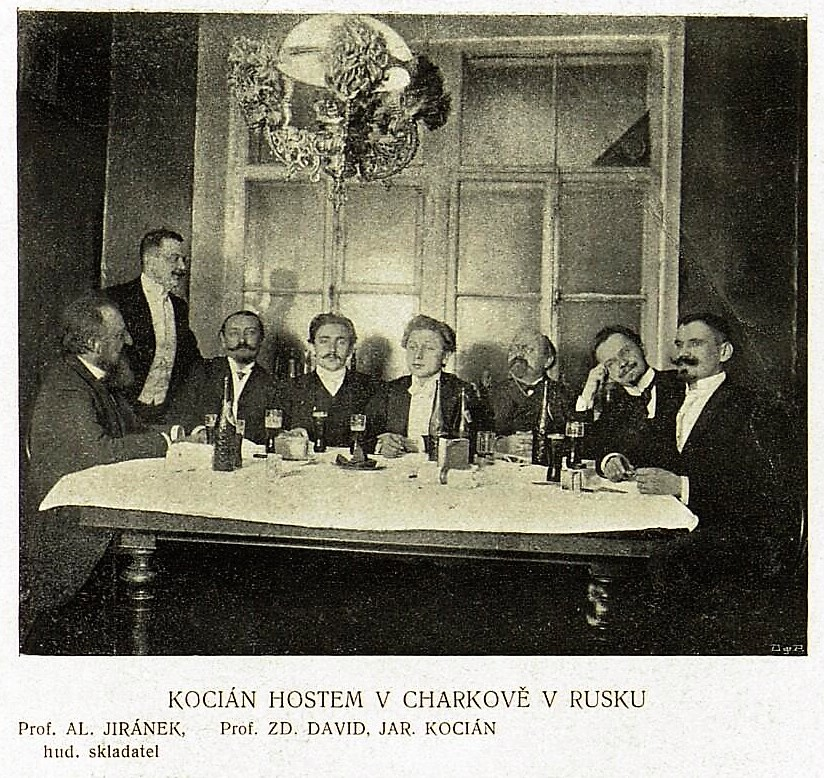
Jaroslav Kocian (uprostřed), Charkov, 1905

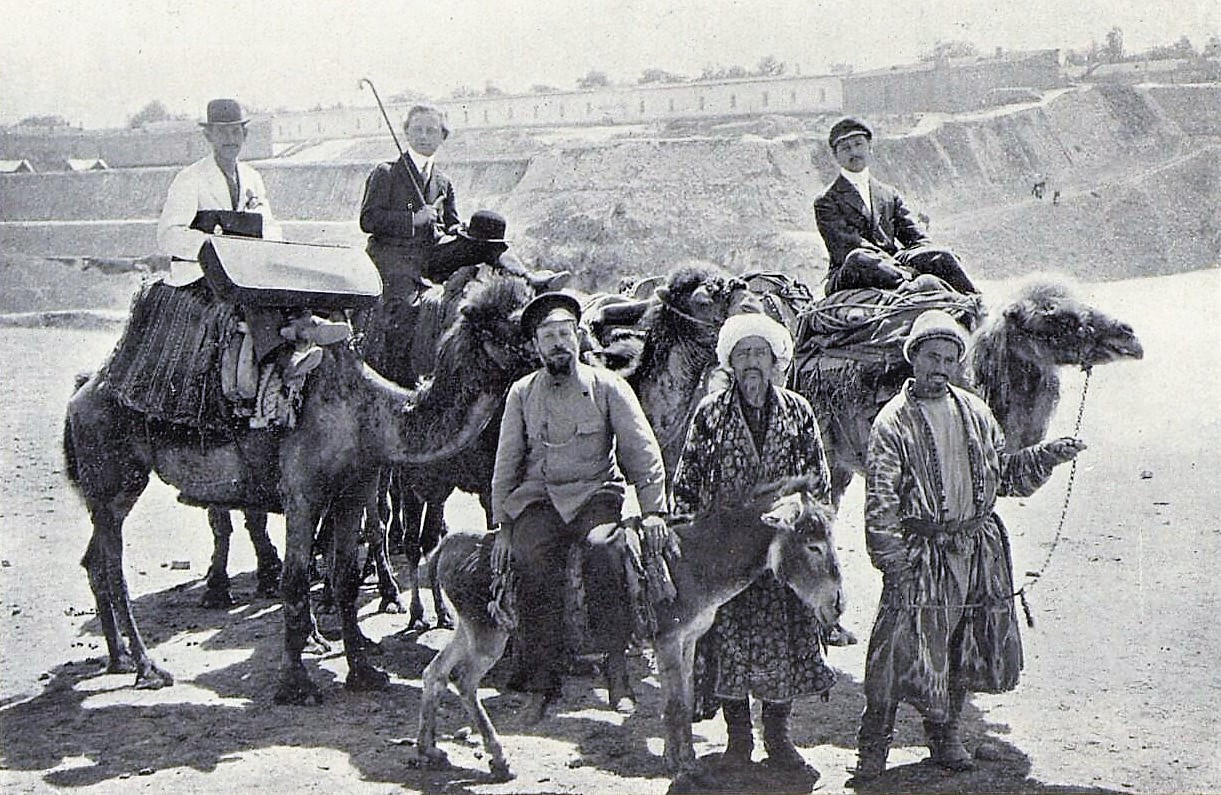
Jaroslav Kocian (s holí), Samarkand, 1912

### Mládí a studium
Jeho otec Julius Kocian byl hudebník, bývalý spolužák Otakara Ševčíka a učitel v Ústí nad Orlicí, jeho tři sestry oplývaly hudebním nadáním, on však je převyšoval svým výjimečným talentem. Svoje první housle dostal ve věku čtyř let. Poprvé veřejně vystoupil roku 1887 na jedné z výročních slavností Cecilské hudební jednoty v Ústí nad Orlicí. Zpaměti zahrál na housle 24 národních písní za kytarového doprovodu svého otce. Jeho prvním učitelem po otci byl Josef Zábrodský, který ho také připravoval ke zkouškám na konzervatoř.
Roku 1893 odjel do Prahy ke zkouškám na Pražskou konzervatoř, které sice složil, nebyl však ke studiu přijat pro chatrné zdraví a malý vzrůst. Své zklamání si vynahradil až roku 1897, kdy byl přijat do třídy Otakara Ševčíka. Učil se také hře na klavír a skladbě u Antonína Dvořáka. Absolvoval roku 1901; během tří dnů se představil v Rudolfinu s Paganiniho houslovým koncertem, jako dirigent se svou Romancí pro housle a orchestr a jako klavírista v Triu g moll pro housle, violoncello a klavír svého spolužáka Josefa Straky.

### Koncertní kariéra
Po absolutoriu koncertoval v různých evropských městech – v Londýně (mj. při korunovaci krále Eduarda), Vídni, na Riviéře. Na svoje první turné odjel do USA v roce 1902 se spolužákem z konzervatoře, pianistou Františkem Špindlerem (hrál mj. v New Yorku). Oba měli fenomenální paměť, na pětiměsíční turné, během kterého odehráli 58 koncertů, si nevzali žádné noty.  V následujících letech byl téměř neustále na cestách s výjimkou let 1907–1909, která strávil v Oděse jako profesor na konzervatoři a vedoucí Oděského českého kvarteta. Měl rozsáhlý koncertní repertoár,  jehož základem byla díla Bachova, Haydnova, Mozartova, Beethovenova, Čajkovského, Smetany a Dvořáka. Vynikal perfektní houslovou technikou, intonačně čistým a citlivým přednesem skladeb. Během 1. světové války setrvával v Čechách. Po vzniku Československa Kocian opět koncertoval po celé republice a v této době se vydal na svou poslední zahraniční cestu. V roce 1922 znovu navštívil Spojené státy, na zpáteční cestě koncertoval v Jokohamě, Tokiu a Šanghaji. Často se vracel do svého rodného města Ústí nad Orlicí, kde trávil volný čas sběrem hub, jízdou na kole,  sportem a povídáním s přáteli.  S Cecilskou hudební jednotou spolupracoval po celý život. Koncertní kariéru ukončil definitivně v roce 1930 kvůli nervové chorobě a věnoval se již jen pedagogické činnosti a skládání hudby. 

### Pedagogická činnost
Na Pražské konzervatoři vyučoval již od roku 1921. Nejprve jako asistent Otakara Ševčíka, od roku 1924 jako smluvní profesor. Řádným profesorem mistrovské školy se stal v roce 1929. V letech 1939–1940 byl jejím rektorem. Mezi jeho žáky patří Alexandr Plocek, Jan Šedivka, Václav Snítil a Josef Suk mladší. 
Zemřel po dlouhé nemoci 8. března 1950 v Praze a byl nejprve uložen do rodinné hrobky v Ústí nad Orlicí. Po čase byly jeho ostatky převezeny na čestné místo na vyšehradský Slavín.

## Posmrtné uctění
- Na paměť Jaroslava Kociana se od roku 1959 v Ústí nad Orlicí každoročně koná mezinárodní houslová soutěž a festival[4]
- Jaroslav Kocian  byl v roce 1926 jmenován čestným občanem města Ústí nad Orlicí, jeho jméno nese i místní ZUŠ, zde se nachází Kocianova busta od Františka Kyselky.[10] [4] Na rodném domě je umístěna pamětní deska, ulice s rodným Kocianovým domem nese název Mistra Jaroslava Kociana. Je mu věnována expozice v místním muzeu.
- V souvislosti s jeho svobodným zednářstvím zařadil některé jeho hudební skladby Jaroslav Svěcený na CD Musicians Freemasons.[11]
- V Praze 13 je po něm pojmenována ulice – Kocianova.[12] K jeho poctě vzniklo v roce 1955 i úspěšné Kocianovo kvarteto, jeho jméno nese i v roce 1967 založený Komorní orchestr Jaroslava Kociana[13] (dirigent MgA. Bohuslav Mimra[14]).

## Dílo (výběr)
Drobné skladby komponoval již od svých osmi let. V roce 1894 bylo uvedeno jeho smyčcové kvarteto Směs národních písní. Převážně psal pro svůj hlavní nástroj – pro housle. V jeho skladbách je patrná dokonalá technika a typicky česká zpěvnost.
Housle a klavír
- Dumka (1901)
- Old Folks at Home (1907)
- Serenata a Humoreska op. 17 (1909)
- Méditation du Soir (1911)
- Intermezzo pitoresque (1911)
- Hymne au Printeps (1911)
- Lullaby (1911)
- Serenáda
- úpravy Valčíků Antonína Dvořáka

Chrámové skladby
- 2 Ave Maria
- Slavnostní mše (1905)

Ostatní
- První rozlety pro klavír
- Země jindy a nyní (3 sbory)
- Počátky hry na housle (houslová škola vzniklá ve spolupráci s otcem)

V rukopise zůstaly četné písně a sbory

### Filmografie
V roce 1930 vytvořil ve filmu Když struny lkají roli tuláka Marka, dřívějšího houslového virtuosa. Menší role hrál ve filmech Černí myslivci (1921) a Portáši (1947).